# التهاب القولون
التهاب القولون أو النزف القولوني هوَ مرض مزمن في الجهاز الهضمي يتميز بوجود التهاب في القولون.
التهاب القولون هوَ واحد من أمراض الالتهابات وذاتية المناعة، التي تؤثر على الأنسجة التي توصل الجهاز الهضمي (الأمعاء الغليظة والدقيقة). إنه يصنف كواحد من أمراض التهاب الأمعاء، وينبغي عدم الخلط مع أعراض القولون العصبي.

## العلامات والأعراض
علامات وأعراض التهاب القولون العامة تشمل ألم بطني مزمن، وتشنجات في المعدة والأمعاء والقولون، فقدان الوزن السريع والأوجاع والآلام في المفاصل، وفقدان الشهية، وتعب ووهن عام، الحمى، ومن الأعراض الموجودة أحيانا الإمساك أو الإسهال أو تناوب إسهال وإمساك ومن صفات الإسهال في التهاب القولون إسهال زحيري مخاطي مصحوب بالدم.
وقد تتواجد أعراض أخرى:
الغازات والنفخة، عسر الهضم، والحموضة، والقلس المعدي المريئي، وتشنجات وأوجاع حادة وغير مريحة في الجهاز الهضمي.
من الوسائل التشخيصية المستخدمة لتحري وكشف هذه الأعراض والعلامات:
الصورة الشعاعية البسيطة للقولون، التحاليل المخبرية للدم والبراز، التنظير الهضمي السفلي كما توجد اختبارات إضافية تشمل تحليل البراز وفحص الدم، بما في ذلك اختبارات كيمياء الدم. وارتفاع معدل سرعة تثفل الدم والذي هوَ نتيجة تقليدية للالتهاب الحاد في القولون.

## طبيعة الغذاء
إن بعض الأطعمة قد تؤدي إلى تفاقم أعراض التهاب القولون واشتدادها مثل:
- الأطعمة الجاهزة والوجبات السريعة
- المشروبات الحاوية على الكافيين
- المشروبات الغازية
- المشروبات الكحولية
- الحليب وبعض مشتقاته
- البقول بما فيها الفاصولياء والبازلاء
- بعض أنواع الفواكه المجففة
- الأطعمة التي تحتوي على كبريت
- الأطعمة التي تحتوي على الألياف بما في ذلك كل منتجات ومشتقات الحبوب مثل القمح والذرة والشعير وكل مشتقاتهم
- الصلصة الحارة والفلفل ومختلف أنواع التوابل
- المكسرات والجوز المقدد بالزبد
- المنتجات التي تحتوي على السوربيتول (علكة خالية من السكر والحلويات)
- الخضار النيئ
- السكر المكرر
- البذور
- الأطعمة الحارة والصلصات
- الزيوت والأطعمة الدسمة

## أنواع المرض
وتشمل أنواع التهاب القولون التهاب القولون التقرحي، التهاب القولون الدرني ، التهاب القولون الانحرافي، التهاب القولون الدماغي، والتهاب القولون المعدي، والتهاب القولون الخاطف، التهاب القولون الكولاجيني، التهاب القولون الكيميائي، التهاب القولون المجهري، التهاب القولون اللمفاوي، والتهابات القولون غير التقليدية
واحد من الأنواع الفرعية المعروفة لالتهاب القولون المعدي هوَ التهاب القولون الغشائي الكاذب، والذي ينتج عن عدوى من سلالة toxigenic من عدوى الكلوستريديوم العسير. العدوى الطفيلية يمكن أيضا أن تسبب التهاب القولون.
أي التهاب للقولون يصاحبه انحدار سريع في السريرية [بحاجة لتوضيح] يعرف بالتهاب القولون الخاطف. بالإضافة إلى الإسهال، الحمى، وفقر الدم التي شوهدت في التهاب القولون، فالمريض يعاني من الام شديدة في البطن، ويقدم صورة سريرية مشابهة لتسمم الدم أثناء الصدمة. ما يقرب من نصف هؤلاء المرضى يحتاجون للجراحة.
أعراض القولون العصبي، وهوَ مرض منفصل، ويدعى التهاب القولون التشنجي أو القولون التشنجي. هذا الاسم يسبب الخلط، لأن التهاب القولون ليس سمة من أعراض القولون العصبي.
التهاب القولون النزفي قد يكون سببه سم الشيغيلا الزحارية في  Shigella dysenteriae  أو مجموعة Shigatoxigenic من إشريكية قولونية ، الذي يشمل الكائنات المجهرية من فصيلة O157:H7 وغيرها من كائنات E. coli النزيفية.مثل علو وجماعته

## العلاج
يشمل علاج التهاب القولون استخدام عدة بروتوكولات علاجية منها استخدام المضادات الحيوية وكذلك مضادات الالتهاب غير الستيرويدية. وكذلك كابحات المناعة مثل: Mesalamine وAzathioprine . وكذلك الكورتيزونات مثل: prednisolone. ويمكن استخدام المسكنات لتخفيف آلام المريض في حال اقتضى الأمر ذلك.
قد تكون الجراحة مستطبة عندما يعاني المريض من ظهوَر الألم بشكل منتظم ودائم، لا سيما في حالات التهاب القولون الخاطف والشديد. وعادة ما تستلزم الجراحة إزالة القولون والأمعاء وخلق ما يسمى «الحقيبة» مع جزء من الأمعاء الدقيقة، والتي مع الوقت تتحول مخاطيتها لتتبنى خصائص مخاطية القولون.
وينقسم الرأي الطبي على دور النظام الغذائي في التهاب القولون والتهاب الأمعاء. ويذكر أن بعض الذين يعانون المرض وجدوا تغيير في النظام الغذائي يمكن أن يكون فعال في علاج أعراض التهاب القولون وتخفيف الآثار الجانبية. وهذا يشمل الحد من تناول الكربوهيدرات المعقدة والسكر المكرر ومنتجات اللاكتوز، المشروبات الغازية، الكافيين، والأطعمة الغنية بالتوابل.
وللمشروبات العشبية دور في التخفيف من ظهوَر الألم ويمكن أن تعالجه أيضاً كالحلبة مثلا.

## روابط إضافية
- مؤسسة الدرنيات والتهاب القولون في كندا
- مؤسسة الدرنيات والتهاب القولون الأمريكية
- الرابطة الوطنية لالتهاب القولون وداء الدرن (المملكة المتحدة)
- بلوق للأشخاص الذين يعانون من التهاب القولون.
- Colitis في مفكرة المُمارِس العام
- التهاب القولون ، المركز الوطني لتبادل معلومات أمراض الجهاز الهضمي والمعاهد الوطنية للصحة (في المجال العام)
- Ulcerative Colitis على مشروع الدليل المفتوح